# Вервольф (бункер)
«Вервольф» (нем. Werwolf, букв. волк-оборотень, волколак) — одна из ставок Гитлера в годы Второй мировой войны, расположенная в 8 километрах севернее города Винницы (Украина), около посёлка городского типа Стрижавка. «Вервольф» действовал с 16 июля 1942 года до 15 марта 1944 года, затем входы в бункер были взорваны отступавшими немецкими войсками.
До появления названия «Вервольф» (нем. Werwolf, альтернативное написание по желанию Гитлера Wehrwolf, с намёком на Wehrmacht — вооружённые силы нацистской Германии) ставка называлась «Айхенхайн» (нем. Eichenhain, «дубовая роща»).

## Устройство

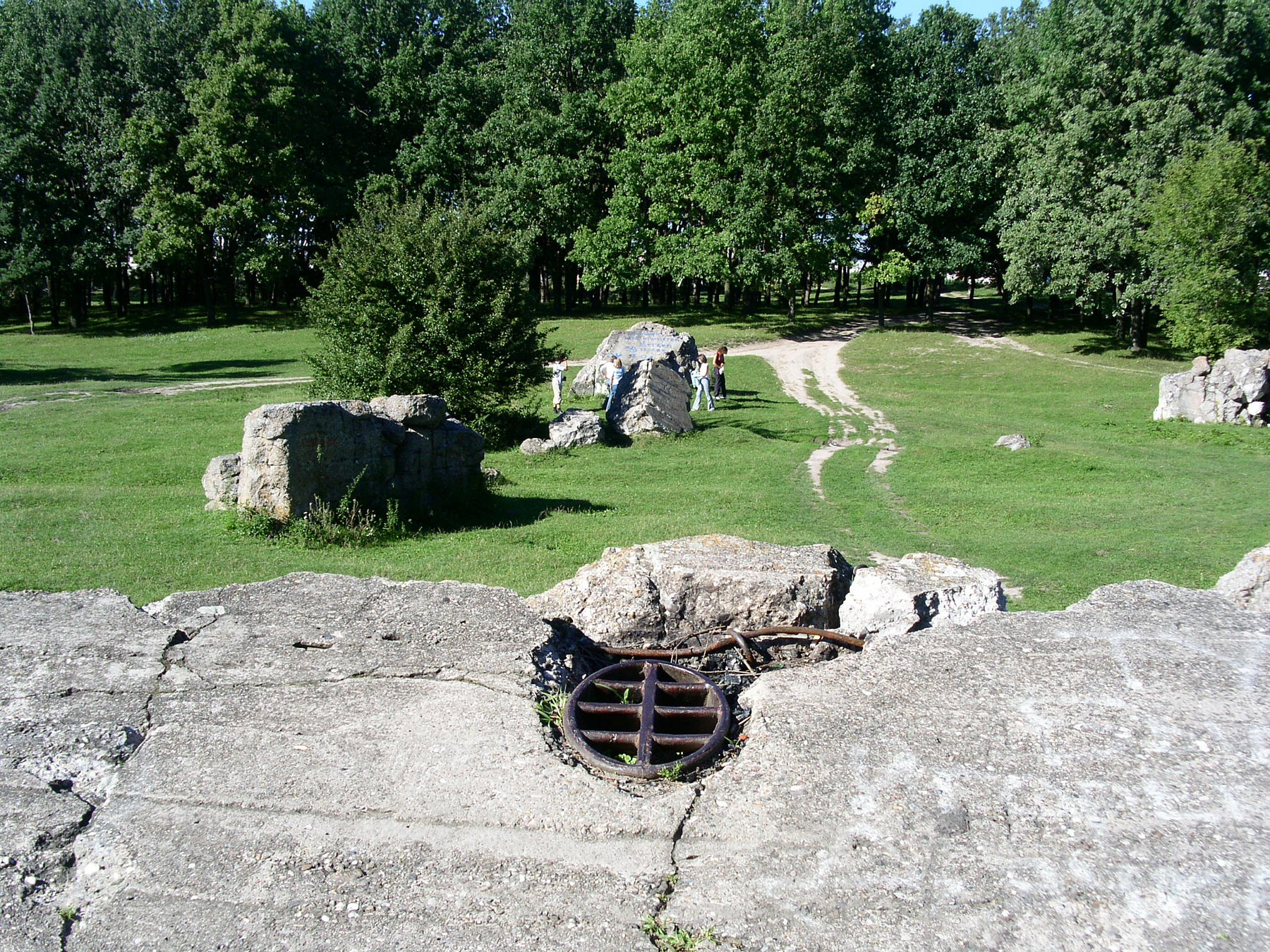
Руины бункера

«Вервольф» изначально строился как одна из ставок Гитлера и представлял собой целый комплекс объектов, зданий и сооружений.
В центральной зоне были расположены главные строения, в том числе, помещения для Гитлера и два подземных бункера, размещалось гестапо, телефонная станция, столовая для высшего начальства и офицеров, бассейн, 12 жилых домов для генералов и высших офицеров штаба.
Бункер Гитлера представлял собой бетонное сооружение в несколько этажей, один из которых находился на поверхности. Толщина стен бункера достигала нескольких метров.
Непосредственно на территории комплекса было сделано несколько десятков финских домиков и бетонных бункеров — для защиты от бомбардировок.
Периметр объекта был огорожен сеткой высотой 2,5 метра, над которой было натянуто два ряда колючей проволоки.
В целом на территории комплекса было более 80 наземных объектов и несколько глубоких бетонных бункеров. Также было возведено огромное количество дотов, пулемётных и артиллерийских позиций.
На северном участке леса построили электростанцию, на берегу Южного Буга — водонапорную вышку.
В нескольких сотнях метров от ставки был оборудован маленький аэродром для самолётов связи. Воздушное прикрытие «Вервольфа» обеспечивали зенитные орудия и истребители, размещавшиеся на Калиновском аэродроме. На высоких деревьях были оборудованы наблюдательные посты.
Недалеко от «Вервольфа», в районе села Гулевцы, находилась ставка Германа Геринга (Steinbruch), а в здании Пироговской больницы — штаб верховного главнокомандования сухопутных и военно-воздушных сил.
Специально для Гитлера в районе ставки было создано огородное хозяйство. Жизнедеятельность ставки также обеспечивала промышленность города Винницы (спиртозавод, консервный завод, мебельная фабрика).

## Строительство
Активные работы по строительству комплекса начались в конце осени 1941 года.
Строительные работы комплекса шли интенсивно. В основном, «Вервольф» строился «Организацией Тодта». Кроме того, в его строительстве были задействованы советские военнопленные. В советском героико-приключенческом фильме 1972 года «Дерзость» по повести В. Земляка «Подполковник Шиманский», практически на первых секундах фильма, после начальных титров, приведено число в 46 000 погибших на строительстве бункера советских военнопленных.
В немецком донесении от 10 апреля 1942 года было сообщено о практически полном завершении большей части работ.

## Гитлер и «Вервольф»
Как свидетельствуют документы, Гитлер впервые прибыл в «Вервольф» 16 июля 1942 года, где пробыл до 31 октября. Одновременно со своим прибытием Гитлер перевёл в Винницу из ставки «Волчье логово» (нем. Wolfsschanze) возле Растенбурга (Восточная Пруссия) генеральный штаб и свою ставку.
Именно здесь была подписана знаменитая директива № 45 о взятии Черноморского побережья Кавказа, Сталинграда и последующем наступлении на Баку.
Вторично Гитлер посетил «Вервольф» 19 февраля 1943 года и пробыл здесь до 13 марта. В последний день своего второго пребывания в «Вервольфе» фюрер подписал оперативный приказ № 5 об окружении и уничтожении частей Красной армии на Курской дуге.
В последний раз фюрер пребывал в винницкой ставке с 27 августа по 15 сентября 1943 года. Его личное присутствие потребовалось для решения судьбы Донбасса: надо было удержать этот стратегически важный район, и командующий группой армий «Юг» генерал-фельдмаршал Манштейн настойчиво требовал у Адольфа Гитлера 12 дивизий.
28 декабря 1943 года решался вопрос о ликвидации «Вервольфа». 15 марта 1944 года немцы взорвали входы в бункер Гитлера и полностью все коммуникации ставки.

## Фотогалерея

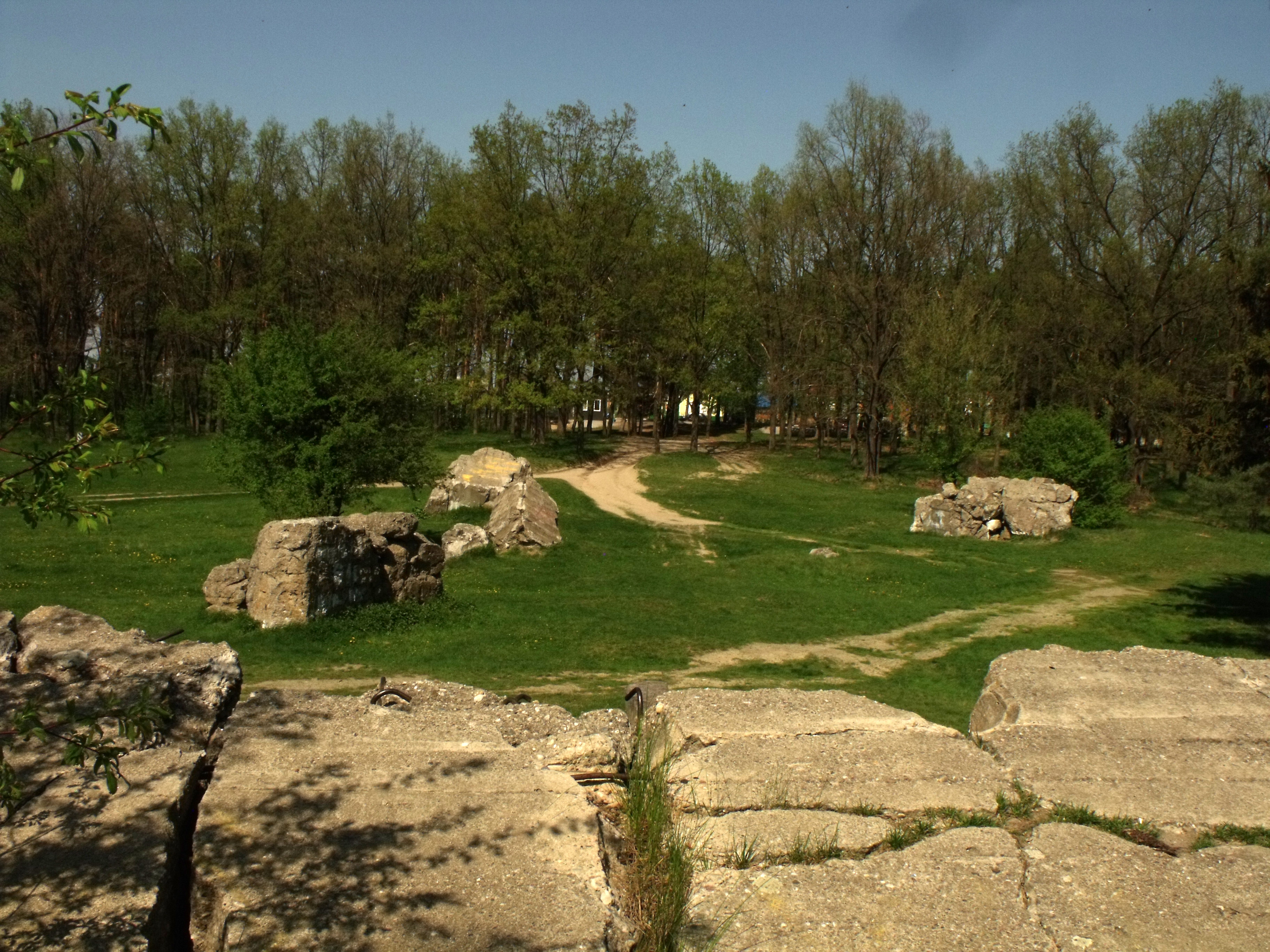
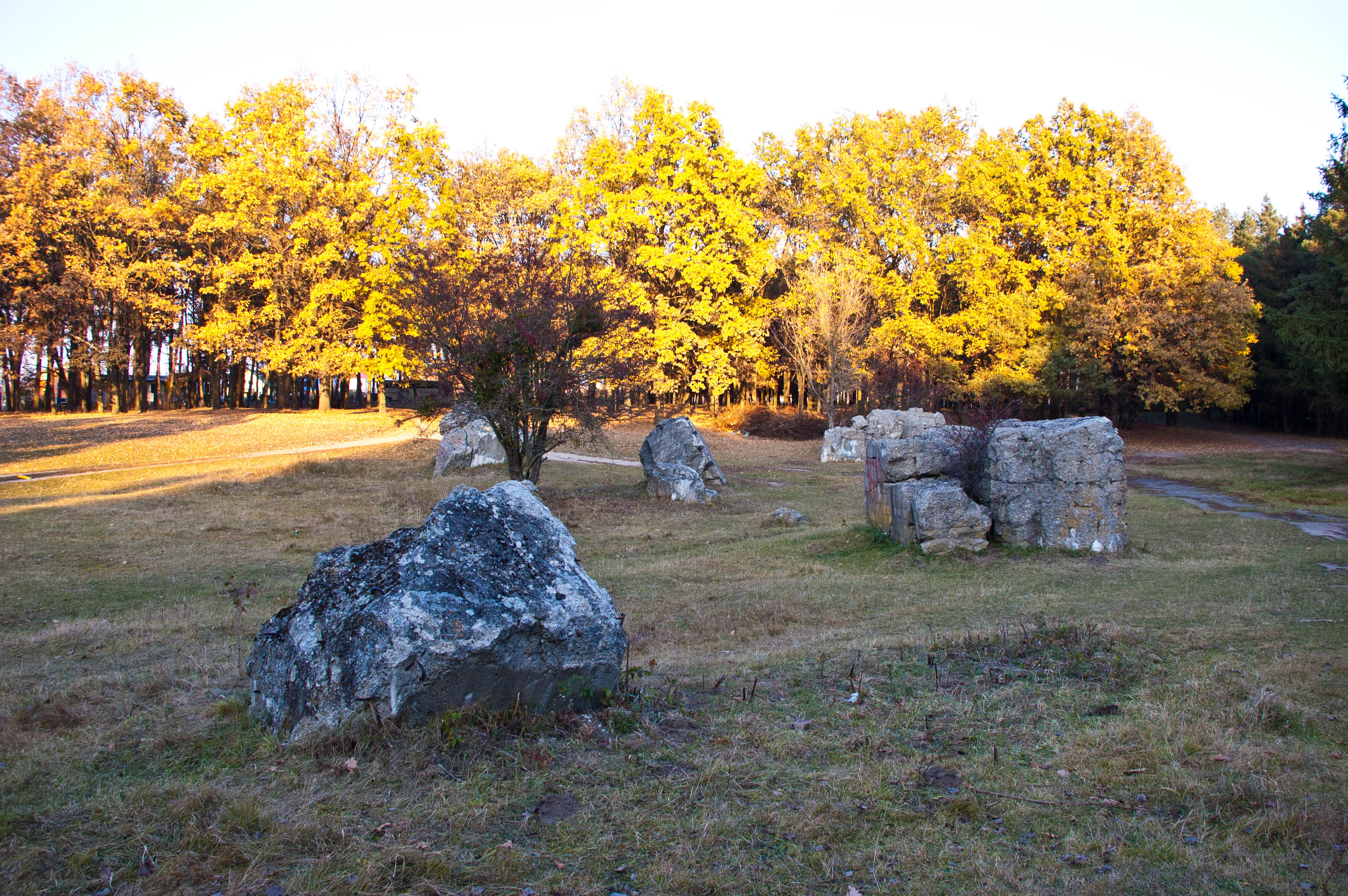
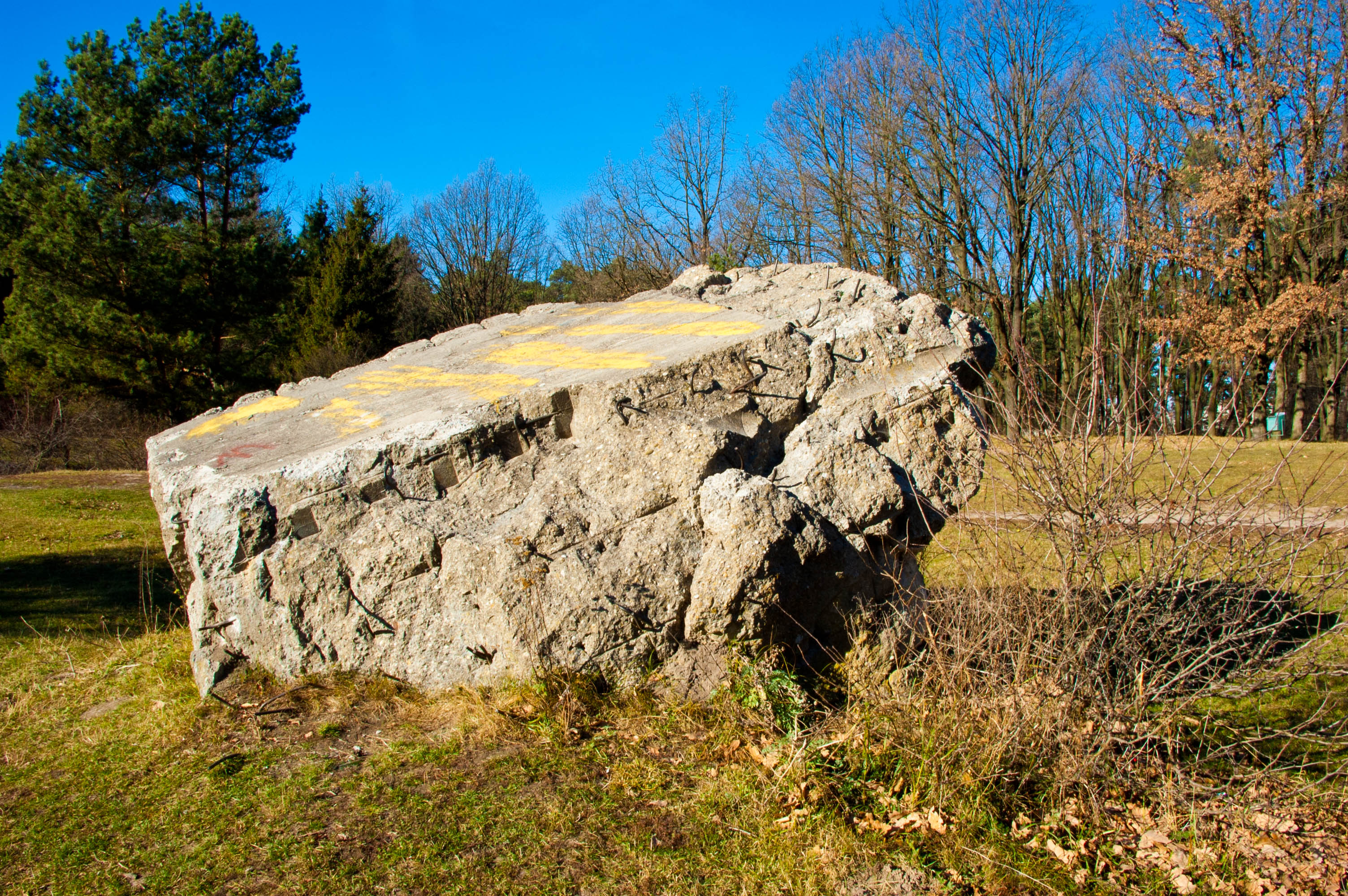
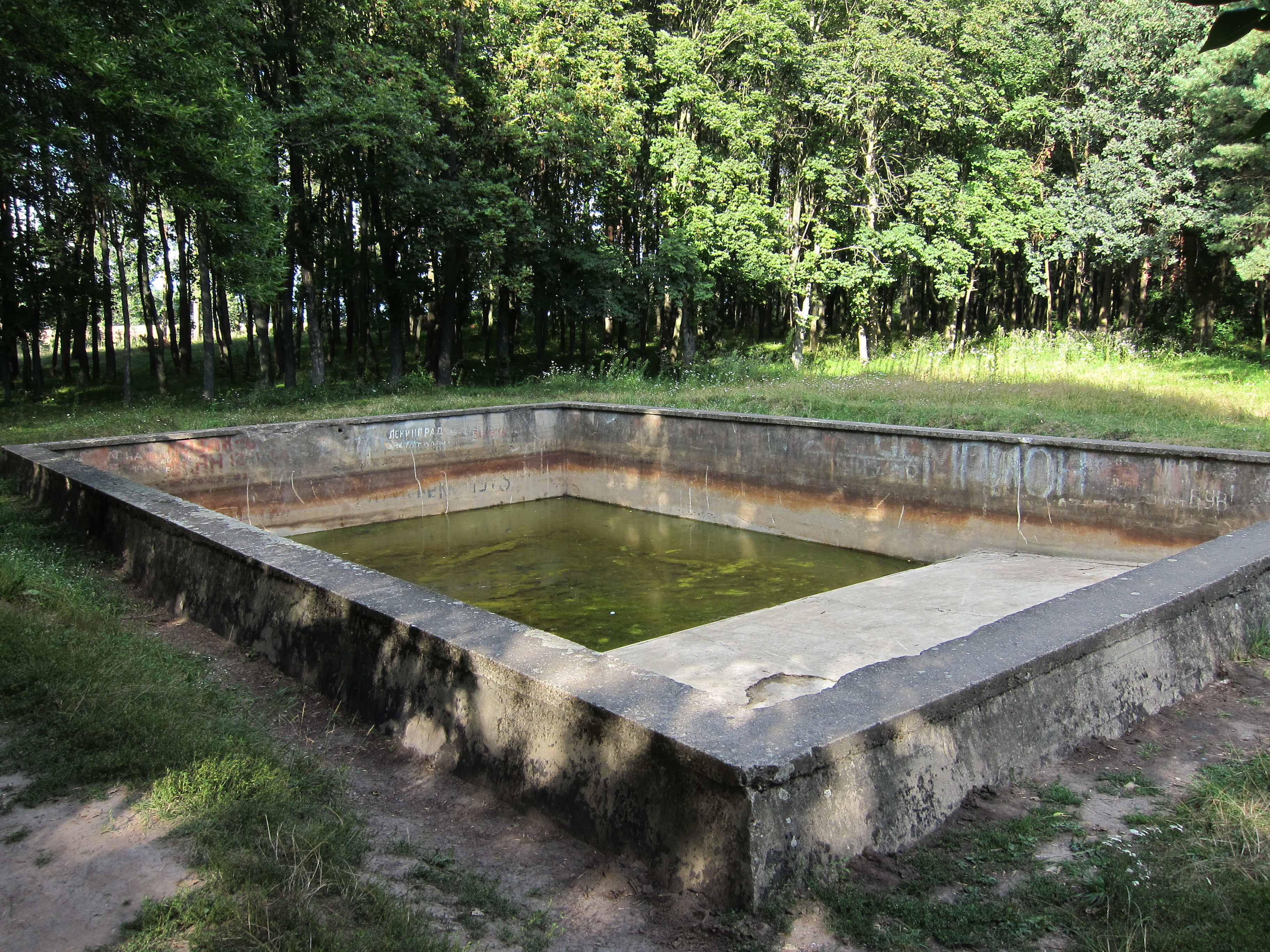
Остатки бывшего бассейна бункерного комплекса.
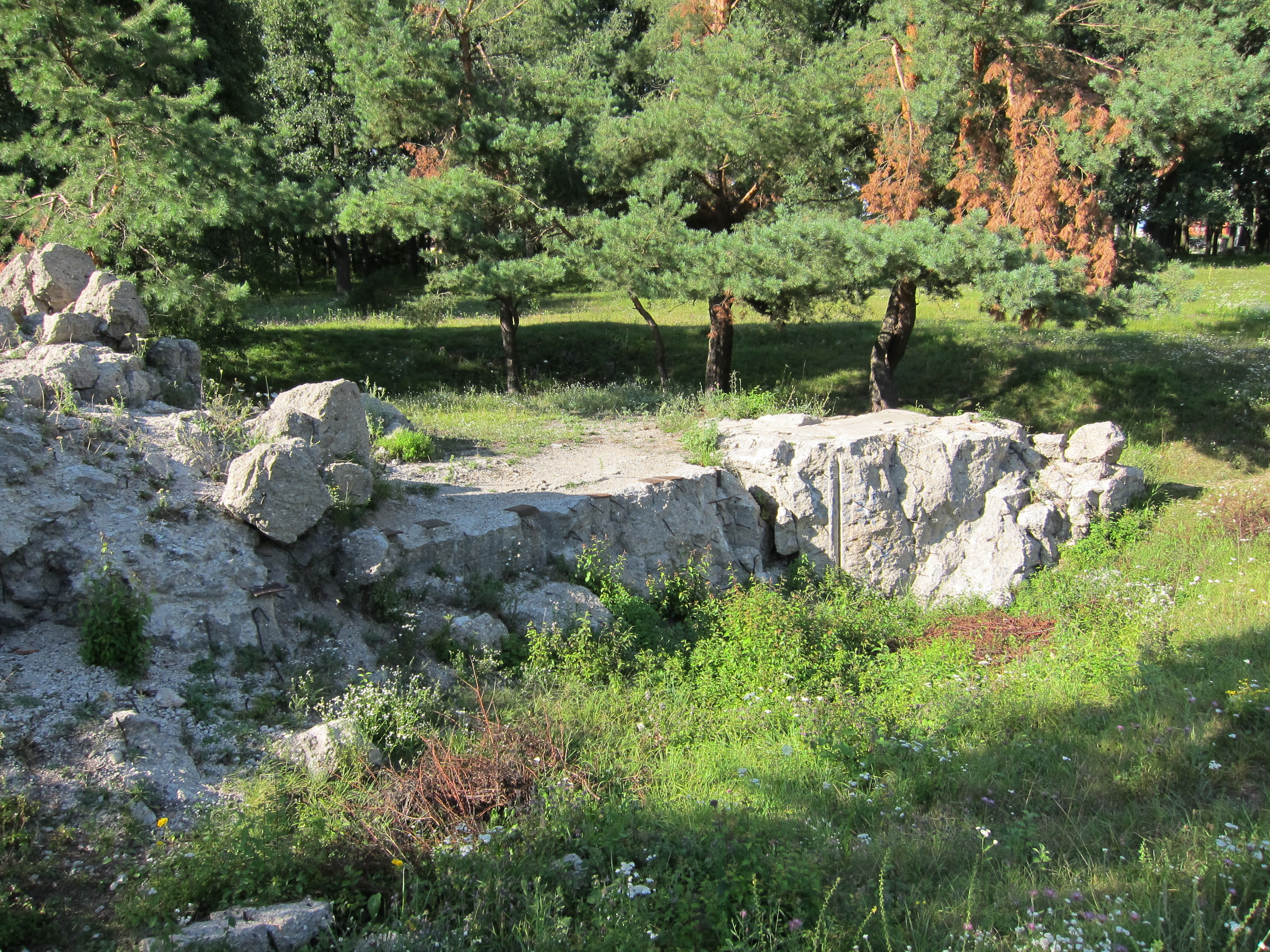
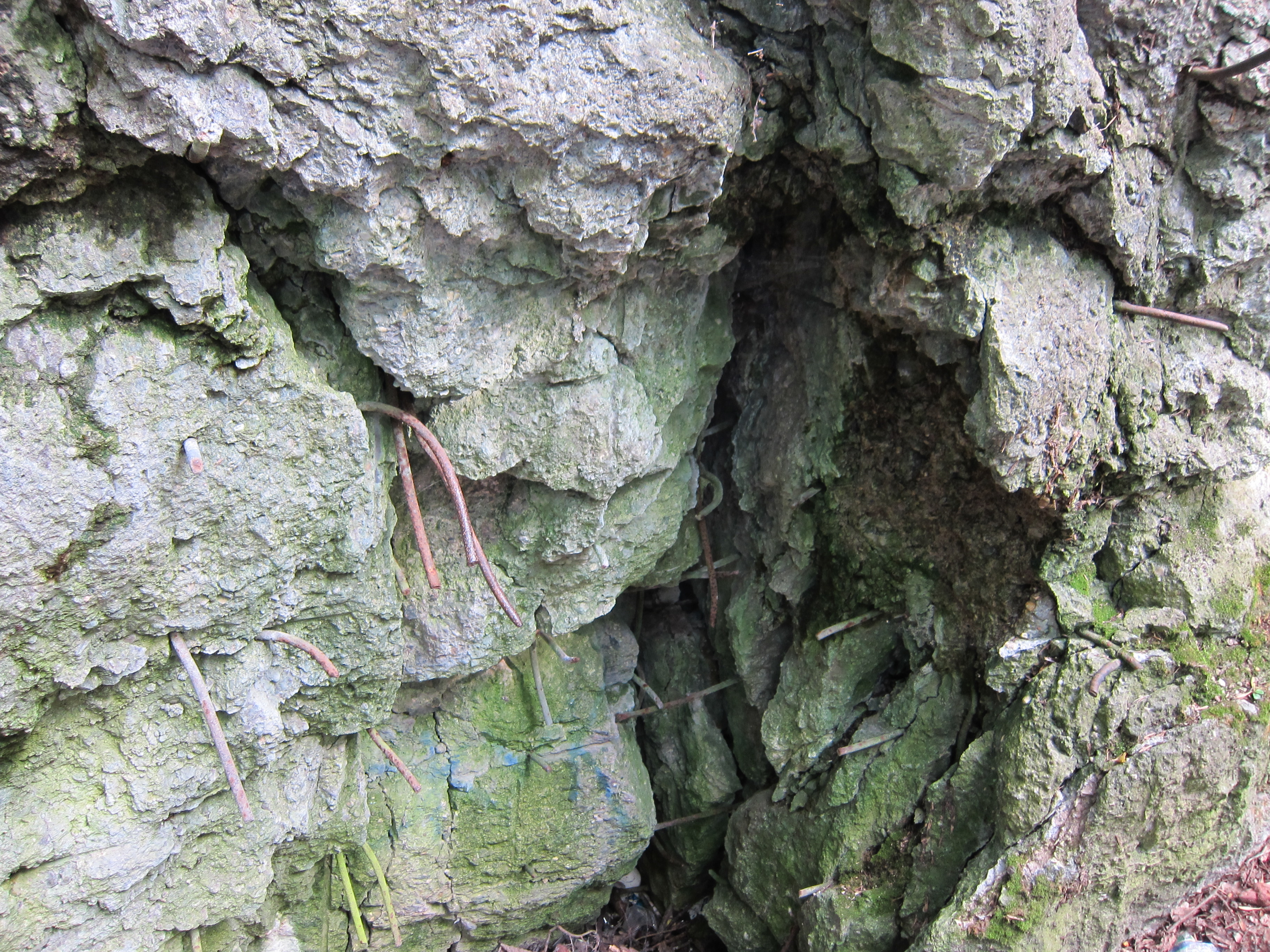
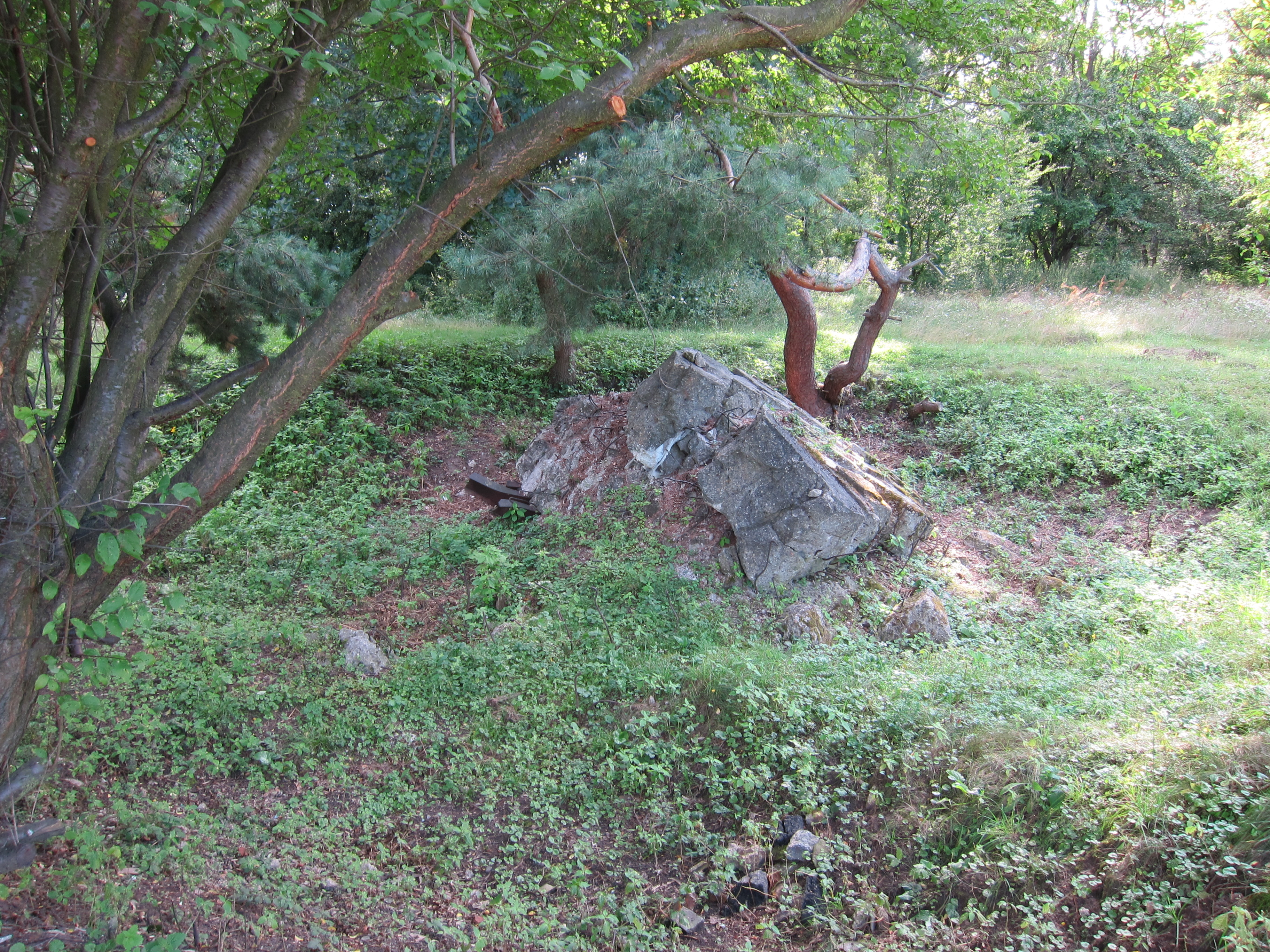
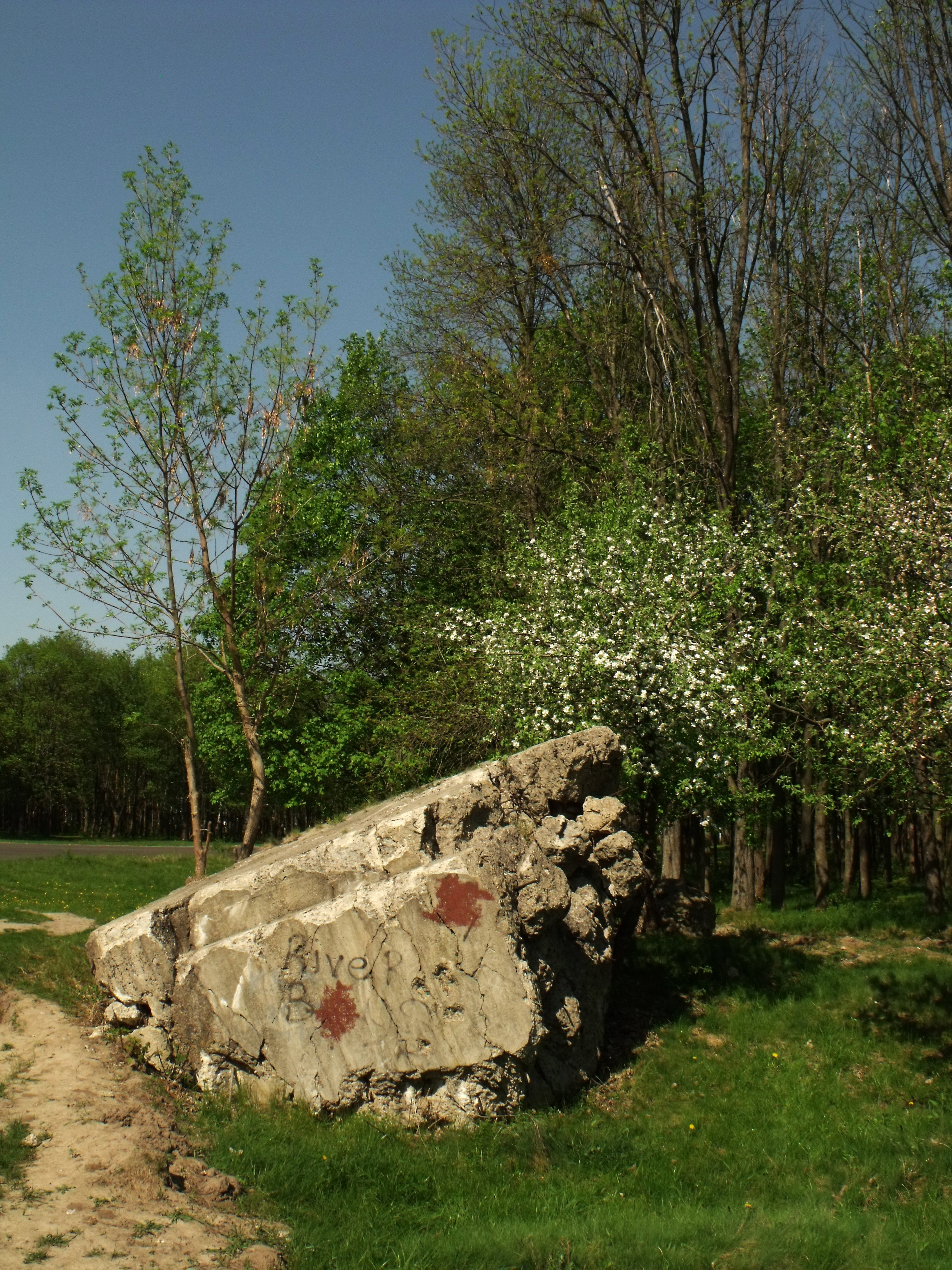
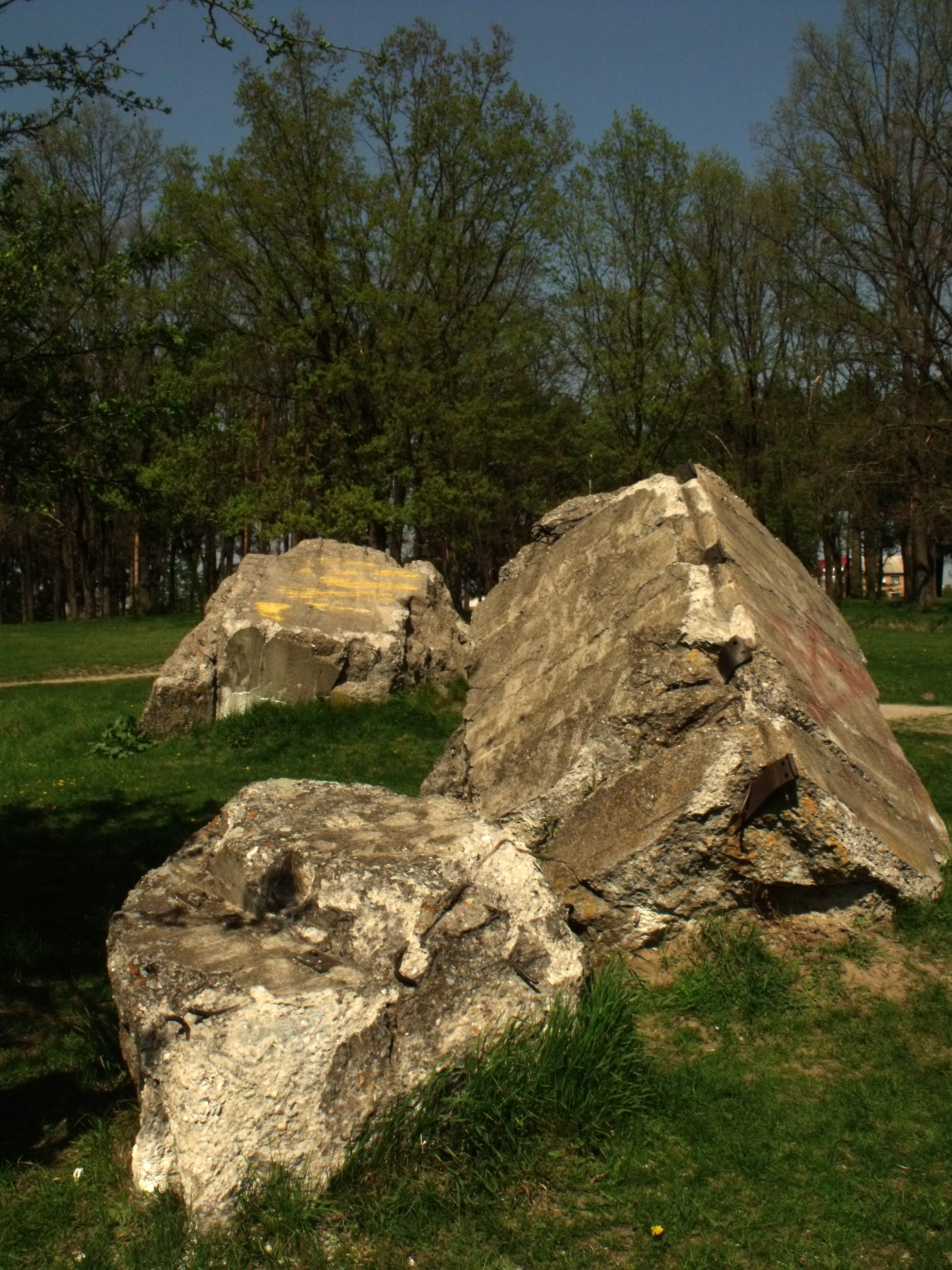